# Christopher Lasch
Robert Christopher Lasch, född 1 juni 1932 i Omaha, Nebraska, död 14 februari 1994 i Pittsford, New York, var en amerikansk historiker, moralist och samhällskritiker som var historieprofessor vid University of Rochester.
Lasch försökte använda historia som ett verktyg för att få det amerikanska samhället att förstå den genomträngande kraft varmed han såg samhällets institutioner, såväl offentliga som privata, utarma familjers och gemenskapers kompetens och självständighet. Han strävade efter att skapa en på historiekunskap grundad samhällskritik som kunde lära amerikaner att hantera en skenande konsumism, proletarisering samt "narcissistisk kultur" – ett begrepp han myntade och uppmärksammades för genom den bästsäljande boken The Culture of Narcissism.